# Feirefiz

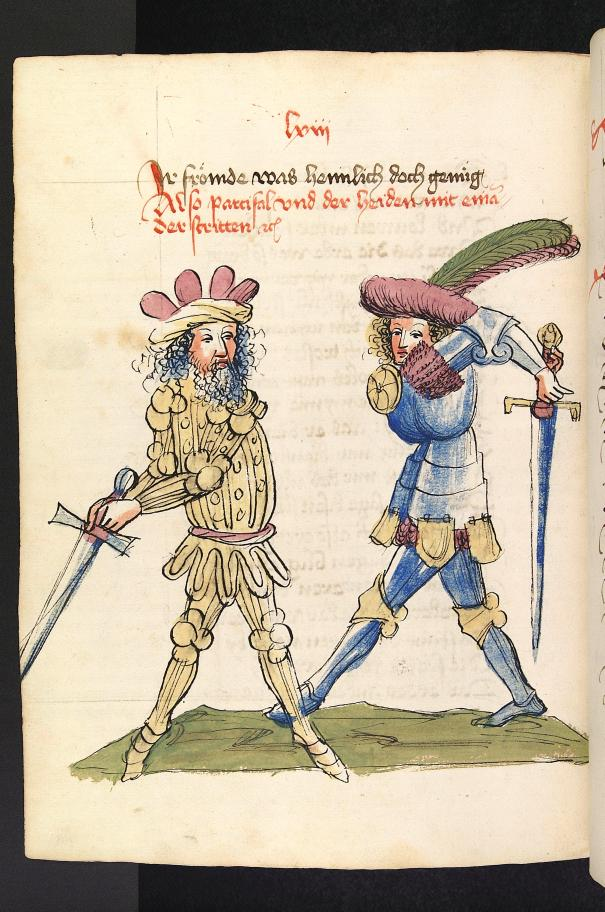
Tweekamp tussen Parzival (rechts) en zijn heidense halfbroer Feirefiz

Feirefiz Anschevin is de halfbroer van Parzival. Feirefiz is een romanfiguur uit de Parzival van Wolfram von Eschenbach, uit het begin van de 13e eeuw. Hij is de zoon van Gahmuret van Anschouwe (Anjou) en de Moorse koningin Belacane van Zazamanc. Gahmuret neemt het in opdracht van de 'Baruc' van Baldac (Bagdad) op voor Belacane en huwt haar na zijn overwinning op haar vijanden. Maar later vertrekt Gahmuret heimelijk naar Spanje en huwt vervolgens koningin Herzeloyde van Waleis (Wales). Uit dat huwelijk wordt Parzival geboren, maar dan is Gahmuret al overleden tijdens een gevecht bij Baldac met Ipomidon, de broer van Pompeius. Als Parzival en Feirefiz elkaar voor het eerst ontmoeten is Feirefiz inmiddels een puissant rijke Indiase koning. 
Zijn huid is zwart-wit gevlekt 'als van een ekster'. Feirefiz gaat na de dood van zijn moeder op zoek naar zijn vader, van wie hij denkt dat hij nog in leven is. Met een grote vloot uit vijfentwintig landen zeilt hij naar Frankrijk. Hij draagt een ecidemon (slang, engel of wezel) op zijn helm. Hij ontmoet er zijn halfbroer Parzival. Na zijn gevecht met Parzival (als ze elkaar nog niet kennen) en hij verneemt dat hun vader Gahumuret gestorven is, vertrekken ze samen naar de graalburcht Munsalvaesche. Voor hun vertrek is Feirefiz voorgesteld aan koning Artus 'de Berteneis' (Breton) en zijn neef Gawan. Parzival wordt de nieuwe graalkoning als hij zijn oom Anfortas, de vorige graalkoning, uit zijn lijden verlost door hem te vragen wat hem kwelt. Feirefiz kan de graal niet zien. De heidense Feirefiz (hij gelooft in Jupiter en Juno) bekeert zich daarom op Munsalvaesche tot het christendom en vertrekt met de graaldraagster Repanse de Schoye naar Tribalibot (India). Tribalibot was door koningin Secundille aan Feirefiz gegeven.  Feirefiz heeft ook 'minne ontvangen' van de koninginnen Olimpie en Clauditte. Zelf verblijft Secundille in de plaats Trabonite aan de voet van de Kaukasus. Secundille sterft alvorens Repanse de Schoye in India aankomt. In Tribalibot wordt hun zoon Johan geboren, die later Priester Johan wordt genoemd. Feirefiz verspreidt in India de christelijke leer.   